# Денисковичи (Жлобинский район)
Денисковичи (бел. Дзяніскавічы) — деревня в Майском сельсовете Жлобинского района Гомельской области Белоруссии.

## География

### Расположение
В 17 км на северо-восток от Жлобина, 15 км от железнодорожной станции Хальч (на линии Жлобин — Гомель), 110 км от Гомеля.

## История
Обнаруженный археологами курганный могильник XI века (в 0,3 км на северо-запад от деревни) свидетельствует о заселении этих мест с давних времён. По письменным источникам известна с XVI века как хутор в Речицком повете Минского воеводства Великого княжества Литовского. В 1567 году фольварк Денисковичи должен был выделять ополченцев для формирования вооружённых отрядов ВКЛ.
После 1-го раздела Речи Посполитой (1772 год) в составе Российской империи. В 1847 году 1527 десятин земли. В 1843—1845 годах на средства жителей и помещиков Добровольского, Волк-Левановича и Грушеновского построена деревянная Рождества-Богородицская церковь. Хозяин одного фольварка владел здесь в 1858 году 162 десятинами земли, второго — в 1874 году 352 десятинами земли и водяной мельницей. С 1880 года действовали мельница и хлебозапасный магазин, с 1867 года — народное училище (в 1889 году 30 учеников). В 1886 году водяная мельница, в Городецкой волости Рогачёвского уезда. Согласно переписи 1897 года в селе находились 2 хлебозапасных магазина, магазин, 2 ветряные мельницы, водяная мельница, 2 кузницы, трактир. Рядом — 2 одноимённых фольварка. В 1909 году при школе была библиотека.
В начале 1920-х годов в фольварке основано коллективное хозяйство «Хлебороб». В 1929 году организован колхоз «Привет», работали 2 ветряные мельницы. В 1936 году в деревню переселились жители соседних посёлков Приветствие и Совет. В 1931 и 1934 годах организованы колхозы «Приветствие» и имени Советов. Во время Великой Отечественной войны оккупанты сожгли 102 двора, убили 62 жителя. 126 жителей погибли на фронтах Великой Отечественной войны. В 1966 году к деревне присоединён посёлок Хлебороб. В составе колхоза «Рассвет» (центр — деревня Майское). Работал клуб.

## Население
- 1847 год — 162 жителя.
- 1886 год — 60 дворов, 487 жителей.
- 1897 год — 121 двор, 718 жителей (согласно переписи).
- 1909 год — 126 дворов, 889 жителей.
- 1925 год — 181 двор.
- 1940 год — 122 двора, 667 жителей.
- 1959 год — 360 жителей (согласно переписи).
- 2004 год — 53 хозяйства, 86 жителей.

## Известные уроженцы, жители
В Денисковичах родились: советский физик А. Н. Севченко, белорусский журналист Михаил (Михась) Шавыркин.

## Инфраструктура
Личное подсобное хозяйство с зоной сельскохозяйственного использования, индивидуальная застройка усадебного типа.
Основа экономики — сельское хозяйство.

## Транспортная сеть
Транспортные связи по просёлочной, а затем автомобильной дороге Бобруйск — Гомель. Планировка состоит из двух частей: северной (четыре прямолинейные улицы, близких к меридиональной ориентации, пересекаемые двумя короткими улицами) и южной (длинная криволинейная улица, ориентированная с юго-запада на северо-восток). Застройка преимущественно деревянная, усадебного типа, неплотная.